# Lagerbielke
Lagerbielke är en svensk adelsätt med två nu levande grenar, varav den äldre grenen upphöjts till friherrlig och grevlig värdighet. Den grevliga ätten skriver namnet Lagerbjelke.

## Historia
Ättens förste kände stamfader var Benedictus Fistulator. Fistulator betyder "flöjt- eller säckpipeblåsare" på latin, och Benedictus sigill var det samma som den skotska klanen Maclennans hjälmprydnad: en man som blåser säckpipa. Benedictus flyttade i början av 1600-talet från Skottland och blev handelsman och rådman i Göteborg. Han blev i sin tur far till Gustaf Fistulator (1641–1718), stadsfältskär i Göteborg. 

### Äldre grenen
Av dennes söner blev Johan Eugenius adlad 10 september 1698 med namnet Johan Lagerbielke och med introduktion 1701. Johan Lagerbielke är stamfader för den nu levande friherrliga ätten och den grevliga ätten Lagerbjelke.
Den äldre grenens medlemmar hade befattningar som ledande politiker och militärer från 1700 till 1920-talet. 
Huvudmannagrenen har alltid varit mycket liten och bara haft några få manliga ättemedlemmar i varje generation. Hovrättsrådet greve Gustaf  Lagerbjelke var t.ex. den enda kvarvarande manlige arvingen. 

### Yngre grenen
Johans broder Josua adlades med namnet Stjernblad, under det att Johans bröder Frans och Rutger adlades 1715 samt adopterades på Johan Lagerbielkes adliga namn och nummer. Från dem härstammar de nu levande medlemmarna av adliga ätten Lagerbielke.

## Friherrliga och grevliga ätten
Johan Lagerbielkes yngste son, riksrådet Axel Lagerbielke blev 1766 friherre med nummer 254. Axel Lagerbielke köpte 1775 Älvsjö gård som blev släkten Lagerbielkes fideikommiss fram till 1968 då gården exproprierades av Stockholms stad. 
Dennes son, Johan Gustaf Lagerbjelke, erhöll 1809 grevlig värdighet med nummer 115 för sig och efter hans död äldste son, generation efter generation. Greven var från och med Johan Lagerbjelke också fideikommissarie. 
Den grevliga ätten, som alltid alltså bara har en man med hustru som medlemmar, stavar namnet med -j- i stället för -i-, alltså Lagerbjelke.

## Kända medlemmar
Kända medlemmar av släkten är:
- Johan Lagerbielke den äldre (1667–1732), amiralitetskammarråd
- Axel Lagerbielke (1703–1782), friherre, riksråd, amiral
- Johan Lagerbjelke (1745–1812), greve, överamiral
- Axel Lagerbjelke (1775-1832), greve, generaladjutant
- Gustaf Lagerbjelke (hovkansler) (1777–1837), greve, hovkansler och statsråd
- Johan Lagerbielke (1778–1856), friherre, sjöminister
- Gustaf Lagerbjelke (1817–1895), greve, siste lantmarskalken, talman i första kammaren och landshövding
- Gustaf Lagerbjelke (1860–1937), greve, riksdagsman och riksgäldsfullmäktige
- Johan Lagerbielke (jurist) (1861–1937), hovrättsråd, ordförande i Krigshovrätten
- Lucie Lagerbielke (1865–1931), friherrinna, författare
- Gunilla Lagerbielke (1926–2013), textilkonstnär
- Gustaf Lagerbjelke (1938–2022), greve, jurist och hovrättsråd
- Erika Lagerbielke (född 1960), glaskonstnär
- Johan Lagerbjelke (född 1964), greve, förhandlingsexpert, föreläsare
- Gustaf Lagerbielke (fotbollsspelare) (född 2000), friherre, proffs i Celtic FC, utlånad till FC Twente

### Alfabetiskt ordnade
- Axel Lagerbielke
- Erika Lagerbielke
- Gunilla Lagerbielke
- Gustaf Lagerbjelke (1817–1895)
- Gustaf Lagerbjelke (1860–1937)
- Gustaf Lagerbjelke (1938–2022)
- Gustaf Lagerbielke (fotbollsspelare)
- Gustaf Lagerbielke (hovkansler)
- Johan Lagerbielke
- Johan Lagerbielke (jurist)
- Johan Gustaf Lagerbjelke
- Lucie Lagerbielke